# تیم ملی فوتبال بورکینافاسو
تیم ملی فوتبال بورکینافاسو نماینده کشور بورکینافاسو در مسابقات بین‌المللی و آفریقایی است که زیر نظر فدراسیون فوتبال بورکینافاسو فعالیت می‌کند و سابقه یک بار بازی با تیم ملی ایران را در کارنامه دارد که در آن بازی ایران موفق شد با دو گل مهدی طارمی و امید ابراهیمی در نهایت ۲ بر ۱ تیم ملی بورکینافاسو را شکست دهد.
اولین بازی رسمی این تیم در تاریخ ۱۳ آوریل ۱۹۶۰ میلادی در برابر تیم ملی فوتبال گابن برگزار شده است.

## رتبه جهانی
این تیم اکنون در رتبه ۵۷ جهان و دهم آفریقا قرار دارد که در مقایسه با تیم های آسیایی از این حیث هم سطح تیم هایی چون تیم ملی فوتبال عربستان سعودی (رتبه ۵۶ جهان) و تیم ملی فوتبال قطر (رتبه ۵۸ جهان) می باشد.

## افتخارات
این تیم در جام ملت های آفریقا ۲۰۲۱ تا نیمه نهایی صعود کرد و در نیمه نهایی با شکست برابر قهرمان آن دوره یعنی تیم فوتبال سنگال به دیدار رده بندی رفت و رتبه چهارمی جام ملت های آفریقا را در حضور دیگر تیم های قدرتمند آفریقا کسب کرد. در جام ملت های آفریقا ۲۰۱۳ تیم ملی فوتبال بورکینافاسو به مقام نایب قهرمانی قاره آفریقا رسید.

## بازیکنان شاغل در ایران
برایان دابو بازیکن تیم فوتبال سپاهان سابقه ۱۹ بازی ملی برای این تیم را دارد و موفق به زدن ۲ گل ملی نیز شده است اما در سال های اخیر هرگز به تیم ملی بورکینافاسو دعوت نشده است. 

## ارزش گذاریترنسفرمارکت
ارزش تیمی بورکینافاسو ۱۰۲ میلیون یورو می باشد که عدد بسیار قابل توجهی است و در مقایسه با تیمی مانند تیم ملی ایران که ارزشی در حدود ۵۳ میلیون یورو دارد حدودا ارزشی ۲ برابری دارد.

## بازیکنان تیم ملی بورکینافاسو
نکته قابل توجه در خصوص بورکینافاسو این است که ۱۰۰ درصد بازیکنان این تیم لژیونر هستند و در خارج از این کشور بازی می‌کنند.
ادموند تاپسوبا گرانترین بازیکن بورکینافاسو و عضو باشگاه فوتبال بایرلورکوزن می باشد که ارزشی در حدود ۴۰ میلیون یورو دارد این درحالی است که مهدی طارمی مهاجم سرشناس کشورمان ۱۲ میلیون یورو ارزش گذاری شده است.
برتران ترائوره هافبک ۲۸ ساله فعلی استون ویلا انگلیس  و سابق چلسی در تیم ملی بورکینافاسو توپ می زند و ۵۶ بازی ملی برای این تیم به میدان رفته است.

## حضور در جام جهانی
تیم شایسته بورکینافاسو علی رغم کسب عناوین دومی و سومی و چهرمی جام ملت های آفریقا و ستارگان گران قیمت تا کنون نتوانسته در جام جهانی حاضر شود و جواز حضور در این رقابت ها را کسب کند. 

## سرمربی
هوبرت ولود، سرمربی ۶۴ ساله فرانسوی از ۲۲ آوریل هدایت بورکینافاسو را برعهده گرفته و آمار ۱۳ بازی، ۸ برد، ۳ مساوی و ۲ باخت را ثبت کرده است
پس از اخراج کارلوس کی روش از تیم ملی کلمبیا شایعاتی پیرامون مذاکرات مسئولان فدراسیون بورکینافاسو با این مربی مطرح شد که در نهایت به سبب مسائل مالی نهایی نشد و کی روش به دیگر تیم آفریقایی یعنی تیم ملی مصر رفت.

### مآخذ
- «bfa on FIFA.com». وبگاه رسمی فیفا. بایگانی‌شده از اصلی در ۲۴ مه ۲۰۱۵. دریافت‌شده در ۲۸ جولای ۲۰۱۲.